# Zeitschrift für Lübeckische Geschichte
Die Zeitschrift für Lübeckische Geschichte (kurz ZLG), bis 2010 Zeitschrift des Vereins für Lübeckische Geschichte und Altertumskunde (kurz ZVLGA), davor Zeitschrift des Vereins für Lübeckische Geschichte und Alterthumskunde, ist eine historische Fachzeitschrift des Vereins für Lübeckische Geschichte und Altertumskunde speziell zur Geschichte der Hansestadt Lübeck, die seit 1855 herausgegeben wird. Die Zeitschrift erscheint jährlich mit jeweils etwa zehn Aufsätzen und Beiträgen, wobei auch den Entwicklungen und Projekten in der Denkmalpflege und Archäologie Lübecks Raum gegeben wird. Ein ausführlicher Besprechungsteil rundet die jeweiligen Bände ab. Der Verein geht auf einen 1821 von Johann Friedrich Hach gegründeten Ausschuss der Gesellschaft zur Beförderung gemeinnütziger Tätigkeit zurück.

## Bibliographie
- Zeitschrift des Vereins für Lübeckische Geschichte und Altertumskunde. 1.1855/60–89.2009, ISSN 0083-5609.
- Zeitschrift für Lübeckische Geschichte. 90.2010–, ISSN 2191-9011.
- Zeitschrift des Vereins für Lübeckische Geschichte und Altertumskunde. Zeitschrift für Lübeckische Geschichte. Online-Ressource, 1.1860–97.2017 (Stand: 11. April 2024), Zugang zu den Digitalisaten, ZDB-ID 2790178-6.